# Буданов, Фёдор Иванович
Фёдор Иванович Буданов (25 апреля 1915, Печки, Сельское поселение «Деревня Игнатовка» — 22 апреля 1992, Новосибирск) — командир орудия расчёта 1362-го малокалиберного зенитного артиллерийского полка (25-я зенитная артиллерийская дивизия РГК, 1-я гвардейская армия, 4-й Украинский фронт) старшина, участник Великой Отечественной войны, кавалер ордена Славы трёх степеней.

## Биография
Родился 25 апреля 1915 года в деревне Печки ныне Мосальского района Калужской области в семье крестьянина. Русский. Окончил 7 классов и 1-й курс Новосибирского строительного техникума. С 1937 года — начальник домоуправления в городе Киселёвске ныне Кемеровской области.
В сентябре 1939 года был призван в Красную Армию Киселёвским райвоенкоматом. В 1941 году окончил школу младших командиров. Служил в артиллерии.
В боях Великой Отечественной войны с августа 1943 года. Воевал командиром зенитного орудия 1362-го малокалиберного зенитного артиллерийского полка 25-й зенитной артиллерийской дивизии.
24 декабря 1943 года в районе села Гута-Забелоцкая (Радомышльский район Житомирской области Украины) сержант Буданов с двумя разведчиками выполнял приказ по выбору огневой позиции для батареи. Группа была обстреляна из вражеского дзота. Сержант Буданов отдал приказ разведчикам открыть огонь по дзоту, сам скрытно пробрался к огневой точке и гранатами уничтожил гарнизон дзота, состоящий из 4 гитлеровцев.
Приказом по частям 25-й зенитной артиллерийской дивизии от 10 января 1944 года (№ 1/н) сержант Буданов Фёдор Иванович награждён орденом Славы 3-й степени.
В мае 1941 года попал под трибунал, с 31 мая сражался в рядах 338-й отдельной армейской штрафной роты (1-я гвардейская армия) командиром отделения. 6 июня 1944 года во время разведки боем первым поднял своё отделение в атаку, ворвавшись в траншеи врага огнём из автомата уничтожил трёх гитлеровцев. Награждён медалью «За отвагу».
В одном из следующих боёв был легко ранен и в августе уже сражался в рядах своего зенитного полка. Отличился в ходе Львовско-Сандомирской наступательной операции.
2 августа 1944 года в районе села Черница (Львовская область Украины) старший сержант Буданов со своим расчётом, выдвинувшись в боевые порядки стрелковых подразделений, участвовал в отражении трёх контратак гитлеровцев. Зенитчики метким огнём уничтожили противотанковое орудие, две пулемётные точки, истребили до взвода гитлеровцев.
Приказом по войскам 1-й гвардейской армии от 28 августа 1944 года старший сержант Буданов Фёдор Иванович награждён орденом Славы 2-й степени.
Ещё раз отличился на завершающем этапе войны. 10-23 апреля 1945 года юго-западнее населённого пункта Водзислав (Польша) старшина Буданов со своим расчётом в ходе наступления нанёс противнику большой урон в живой силе и боевой технике. Был представлен к награждению орденом Славы 1-й степени.
День Победы встретил в столице Чехословакии Праге. В октябре 1945 года старшина Буданов был демобилизован.
Указом Президиума Верховного Совета СССР от 15 мая 1946 года старшина Буданов Фёдор Иванович награждён орденом Славы 1-й степени. Стал полным кавалером ордена Славы.
Жил в городе Новосибирск. Работал директором райпромкомбината, уполномоченным по заготовке сырья в Дзержинской межрайонной производственной заготовительной конторе треста «Новосибвторсырье».
Скончался 22 апреля 1992 года.

## Награды
- Орден Отечественной войны I степени (11.03.1985)[3]

- Полный кавалер ордена Славы:
  - орден Славы I степени (15.05.1946)[4]
  - орден Славы II степени (28.08.1948)[5];
  - орден Славы III степени (10.01.1944)[6];
- медали, в том числе:
  - «За отвагу» (05.07.1944)[7]
  - «За взятие Берлина» (9.5.1945)[8]
  - «За освобождение Праги» (9.6.1945)
  - «За победу над Германией в Великой Отечественной войне 1941—1945 гг.» (9 мая 1945[9])[10]

- - «20 лет Победы в Великой Отечественной войне 1941—1945 гг.» (7 мая 1965[11])
  - «30 лет Победы в Великой Отечественной войне 1941—1945 гг.»[12]
  - 40 лет Победы в Великой Отечественной войне 1941—1945 гг.[13]
  - «30 лет Советской Армии и Флота»[14]
  - «40 лет Вооружённых Сил СССР»[15]
  - «50 лет Вооружённых Сил СССР» (26 декабря 1967[16])
- Знак «25 лет победы в Великой Отечественной войне» (1970)

## Память
- Имя полного кавалера ордена Славы увековечено в Главном Храме Вооружённых сил России, и навсегда запечатлено на мемориале «Дорога памяти»
- Имя полного кавалера ордена Славы Буданова Федора Ивановича увековечено на Аллее

Героев у Монумента Славы в Новосибирске.